# Ярмила Гайдошова
Ярмила Гайдошова (след омъжването си: Ярмила Грот) (на словашки: Jarmila Gajdošová; на английски: Jarmila Groth) е професионална тенисистка, състезаваща се за Австралия. Тя е етническа словачка. През 2009 г. се омъжва за австралийския тенисист Самуел Грот и започва да се състезава за Австралия, впоследствие двамата се развеждат.
Юношеската кариера на Ярмила Гайдошова започва стремглаво. През 2003 г., тя играе полуфинал на „Уимбълдън“, където бива елиминирана от белгийката Кирстен Флипкенс, а през 2004 г. се класира за полуфиналите на „Откритото първенство на Австралия“, както на сингъл, така и на двойки.
През 2005 г. започва участието си на големите тенис-турнири. В спортната си биография Грот записва 12 шампионски титли от турнири на сингъл, които са част от официалния календар на ITF, както и 5 титли от финалите на двойки.
В професионалната си кариера, Ярмила Грот регистрира една шампионска титла на двойки. Това се случва на 08.08.2006, по време на турнира в шведската столица Стокхолм. Тогава тя и чешката ѝ партньорка Ева Бирнерова се налагат над китайските тенисистки Ян Цзъ и Цзе Чжън с резултат 0:6, 6:4, 6:2. През 2007 г. участва и във финалната среща на турнира на двойки в Мемфис, където заедно с японката Акико Моригами губи от австралийската двойка Никол Прат и Бриан Стюърт със 7:5, 4:6, 10:5.
В турнирите от Големия шлем, най-доброто класиране Ярмила Грот постига по време на турнира за „Откритото първенство на Франция“ през 2010 г. Тогава тя достига до четвъртия кръг на надпреварата, в който претърпява поражение от състезаващата се Казахстан Ярослава Шведова.
Най-доброто си класиране в ранглистата на женския професионален тенис, Ярмила Грот записва на 17 януари 2011 г., когато в обновената класация на професионалния женски тенис заема 34-та позиция.
На 19.09.2010 г. Ярмила Грот печели титлата от престижния международен турнир в китайския град Гуанджоу. Във финалната среща, тя преодолява съпротивата на руската тенисистка Алла Кудврявцева с резултат 6:1, 6:4.
На 15 януари 2011 г. Ярмила Грот печели шампионската титла на сингъл от турнира в град Хобърт. Във финалната среща, тя елиминира американската тенисистка Бетани Матек-Сандс с резултат 6:4, 6:3.